# Органічний закон Грузії про економічну свободу
Органічний закон Грузії про економічну свободу (також Акт економічної свободи Грузії) — це закон, прийнятий парламентом Грузії в 2011 році як закріплення економічної частини реформ Саакашвілі—Бендукідзе. У законі сформульовані основні економічні права і свободи громадян Грузії, а також встановлені кількісні та інституційні обмеження на можливості держави з втручання в економічне життя країни. Закон має статус конституційного або органічного і тому має більшу юридичну силу, ніж звичайні закони.

## Передісторія
Повсюдне збільшення податкового навантаження в XX столітті, особливо після винаходу Морісом Лоре та прийняття у Франції та інших європейських країнах ПДВ, стимулювало ряд досліджень, присвячених вивченню і критиці явища. Лібертаріанські автори закликали обмежити розподільну владу державних структур і урізати число функцій держави. Військовий історик і економіст Сиріл Норткот Паркінсон, що присвятив окрему книгу темі неконтрольованого зростання податків, вважав, що законодавче обмеження державних витрат зробить революцію в громадських фінансах.
Ці ідеї отримали практичне втілення під час реформ 2004–2012 років в Грузії, коли керівництво правовою та економічною реформами було доручено Касі Бендукідзе. Бендукізде, який дотримувався лібертаріанських поглядів, провів масову приватизацію державних підприємств, скоротив в кілька разів число державних службовців і, на завершення реформ, підготував і провів через парламент «Акт економічної свободи», що фіксував досягнення реформ органічним законом.

## Перша редакція
Оригінальний текст Акту був підготовлений Кахою Бендукідзе, Ладо Гургенідзе і Вато Лежава і був представлений парламенту президентом Міхеілом Саакашвілі наприкінці 2009 року. У преамбулі першої редакції була викладена концепція обмеженої держави, основоположними економічними принципами були названі свобода, можливості і гідність. Проект містив преамбулу і тринадцять статей. Преамбула і значна частина статей проекту не увійшли в остаточний текст, прийнятий парламентом Грузії.
Крім преамбули, в початковій редакції було сформульовано ряд принципів, які також не увійшли в остаточний текст закону, прийнятого в 2011 році. У тому числі заборона на встановлення диференційованих ставок податків (стаття 2 проекту), розділ про принципи трудових відносин (стаття 5 проекту), розділ про принципи соціальної підтримки (стаття 10 проекту).

## Закон 2011 року
Закон був розроблений під керівництвом та за безпосередньої участі Кахи Бендукідзе, і був прийнятий Парламентом Грузії в трьох читаннях 5 липня 2011 року. У голосуванні брало участь 99 депутатів, всі проголосували «за». Закон набув чинності 31 грудня 2013 року. Текст Акту складається з п'яти статей, чотири з яких є змістовними, а п'ята регулює порядок вступу закону в силу.

### Перша стаття
Стаття встановлює перелік загальнодержавних податків Грузії та встановлює порядок введення нових податків тільки через державний референдум, який призначається урядом. У тексті, прийнятому в 2011 році передбачено п'ять загальнодержавних податків і зроблено застереження про допустимість місцевого податку на майно. Ставки податків окремо встановлюються Податковим кодексом Грузії.
У статті міститься положення про допустимість тимчасового (на строк до трьох років) збільшення податкового тягаря рішенням парламенту, без проведення референдуму.

### Друга стаття
У другій статті Акта встановлені законодавчі обмеження на макроекономічні показники діяльності держави і передбачено порядок їх корекції в разі відхилень. Зокрема, величина консолідованого бюджету країни не повинна перевищувати 30% від ВВП країни, дефіцит консолідованого бюджету не повинен бути більше 3% від ВВП країни, величина суверенного боргу не повинна перевищувати 60% від ВВП країни.
У разі фактичного недотримання показників в черговому фінансовому році стаття наказує уряду повернення в межі встановлених обмежень у строк не більше двох років.

### Третя стаття
Стаття встановлює єдність державного бюджету як одержувача податкових надходжень і джерел фінансування державних витрат. Фактично це положення припиняє практику створення позабюджетних державних фондів, що збільшували фактичне податкове навантаження і ускладнювали облік фінансів держави.
Крім того стаття явним чином забороняє планування податкових надходжень виходячи з величини потреб держави в тих чи інших витратах.

### Четверта стаття
Стаття зрівнює в економічних правах резидентів та нерезидентів країни і встановлює свободу щодо проведення грошових операцій, відкриття банківських рахунків, будь-яких видів руху грошових коштів по рахунках і обміну валют.
Окремими положеннями статті встановлюються свобода ввезення та вивезення грошових коштів через кордон країни, а також свобода руху капіталу.

## Застосування закону
Оскільки Акт економічної свободи є органічним законом (має підвищену юридичну силу), то будь-які закони чи дії законодавчої або виконавчої влади, що суперечать Акту, можуть бути скасовані в порядку судового нагляду.

## Реакція на закон
Андрій Ілларіонов назвав закон найбільшою подією в історії Грузії та світу. Прем'єр-міністр Грузії Ніколоз Гілаурі назвав його одним з найбільш важливих законів для довгострокової економічної стабільності країни.